# Svartsot
Svartsot est un groupe danois de folk metal, originaire de Randers. Svartsot mélange death et black metal avec un apport de musique folk.

## Historique
Svartsot est formé en 2005 et publie son premier album studio, Ravnenes Saga, en 2007 au label Napalm Records. Le 17 décembre 2008, Michael Lundquist Andersen, Niels Thøgersen, Claus B. Gnudtzmann et Martin Kielland-Brandt annoncent quitter le groupe en raison d'opinions divergentes sur la tournure musicale du groupe. Le 22 février 2009, Svartsot présente sa nouvelle formation comme étant complète. Stewart Lewis est remplacé pour les concerts mais reste considéré comme un membre à part entière.
En 2010, le groupe sort un nouvel album, Mulmets Viser, sous le label Napalm Records. Malgré le fait que Cristoffer J.S. Frederiksen soit le seul membre d'origine du groupe, son poste de guitariste, compositeur et parolier laisse au groupe son identité musicale d'origine. En février 2012, le groupe annonce l"arrivée du guitariste Michael Alm en remplacement d'Uffe Dons. Après trois ans de service au sein du groupe, le batteur Danni Lyse Jelsgaard se sépare du groupe en bons termes.
En juillet 2015, le groupe publie sa toute première vidéo de la chanson Midsommer.

## Membres

### Membres actuels
- Thor Bager - chant guttural
- Cristoffer J.S. Frederiksen - guitare électrique, mandoline, guitare acoustique
- Simon Buje - basse
- Frederik Uglebjerg - batterie
- Hans-Jørgen Martinus Hansen - tin whistle, mandoline, accordéon, bodhrán
- Stewart C. Lewis - tin whistle, bodhrán

### Anciens membres
- Michael Lundquist Andersen - guitare électrique
- Niels Thøgersen - batterie
- Claus B. Gnudtzmann - chant guttural
- Martin Kielland-Brandt - basse
- Cliff Nemanim - guitare électrique
- Marcello Freitas - batterie
- Henrik S. Christensen - basse
- James Atkin (Heidra depuis 2018) - basse

## Discographie

### Démos
- Svundne Tider (2006)
- Tvende Ravne (2007)

## Vidéographie

### Clips
- 2015 : Midsommer, tiré de l'album Vældet, dirigé par Christian Søes
- 2021 : Liden Kirsten, tiré de l'album Kumbl, dirigé par Dines Karlsen

### Clips lyriques
- 2022 : Drømte mig en Drøm, dirigé par Dines Karlsen
- 2025 : Tarditas, tiré de l'album Peregrinus